# Vesly (Manche)
Vesly ist eine französische Gemeinde mit 732 Einwohnern (Stand: 1. Januar 2022) im Département Manche in der Region Normandie. Sie gehört zum Arrondissement Coutances und zum Kanton Créances. Die Einwohner werden Veslionais oder Veslissiens genannt.

## Geographie
Vesly liegt auf der Halbinsel Cotentin im Regionalen Naturpark Marais du Cotentin et du Bessin und etwa 18 Kilometer nördlich von Coutances. Umgeben wird Vesly von den Nachbargemeinden La Haye mit Mobecq im Norden und Nordwesten, Montsenelle mit Lithaire im Norden, Le Plessis-Lastelle im Nordosten, Laulne im Osten, Saint-Patrice-de-Claids im Südosten, Millières im Süden und Südosten und die Commune nouvelle Lessay mit den Communes déléguées Lessay  und Angoville-sur-Ay im Südwesten und Westen.

## Geschichte
Seit 1972 gehört zur Gemeinde die bis dahin eigenständige Gemeinde Gerville-la-Forêt (dieser Gemeindeteil gehörte bis 2015 zum Kanton La Haye-du-Puits). 

### Bevölkerungsentwicklung
| Jahr                       | 1962 | 1968 | 1975 | 1982 | 1990 | 1999 | 2006 | 2012 | 2018 |
| Einwohner                  | 693  | 646  | 568  | 522  | 535  | 541  | 615  | 688  | 731  |
| Quellen: Cassini und INSEE |      |      |      |      |      |      |      |      |      |

## Sehenswürdigkeiten
- Kirche Saint-Pierre aus dem 13. Jahrhundert, Monument historique seit 1996
- Kirche Saint-Pair aus dem 17. Jahrhundert, Monument historique
- Kapelle Notre-Dame-de-Consolation (auch: Notre-Dame-de-l'Étrier)
- Herrenhaus von Briqueboscq aus dem 16. Jahrhundert, Monument historique
- Waschhaus

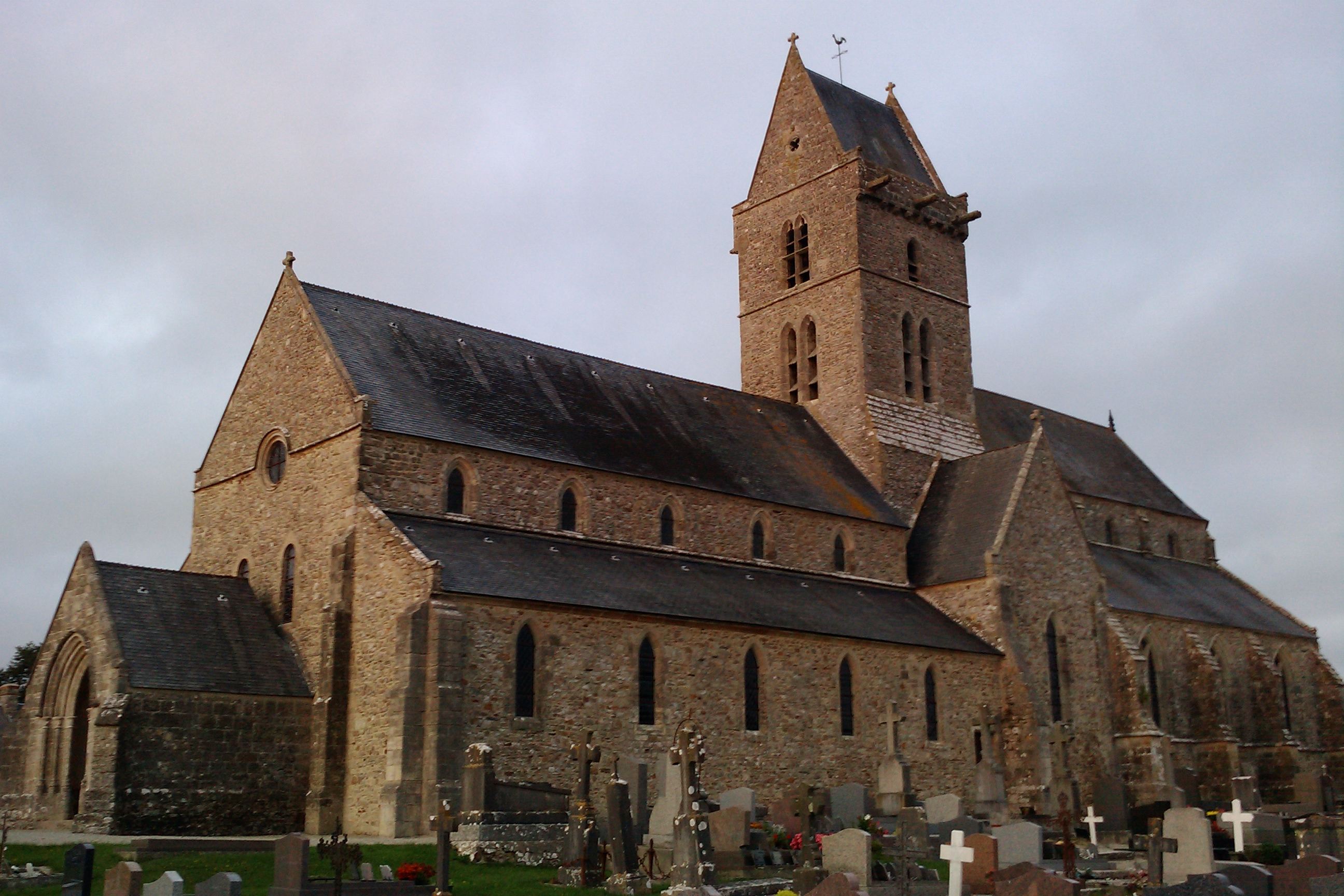
Kirche Saint-Pierre
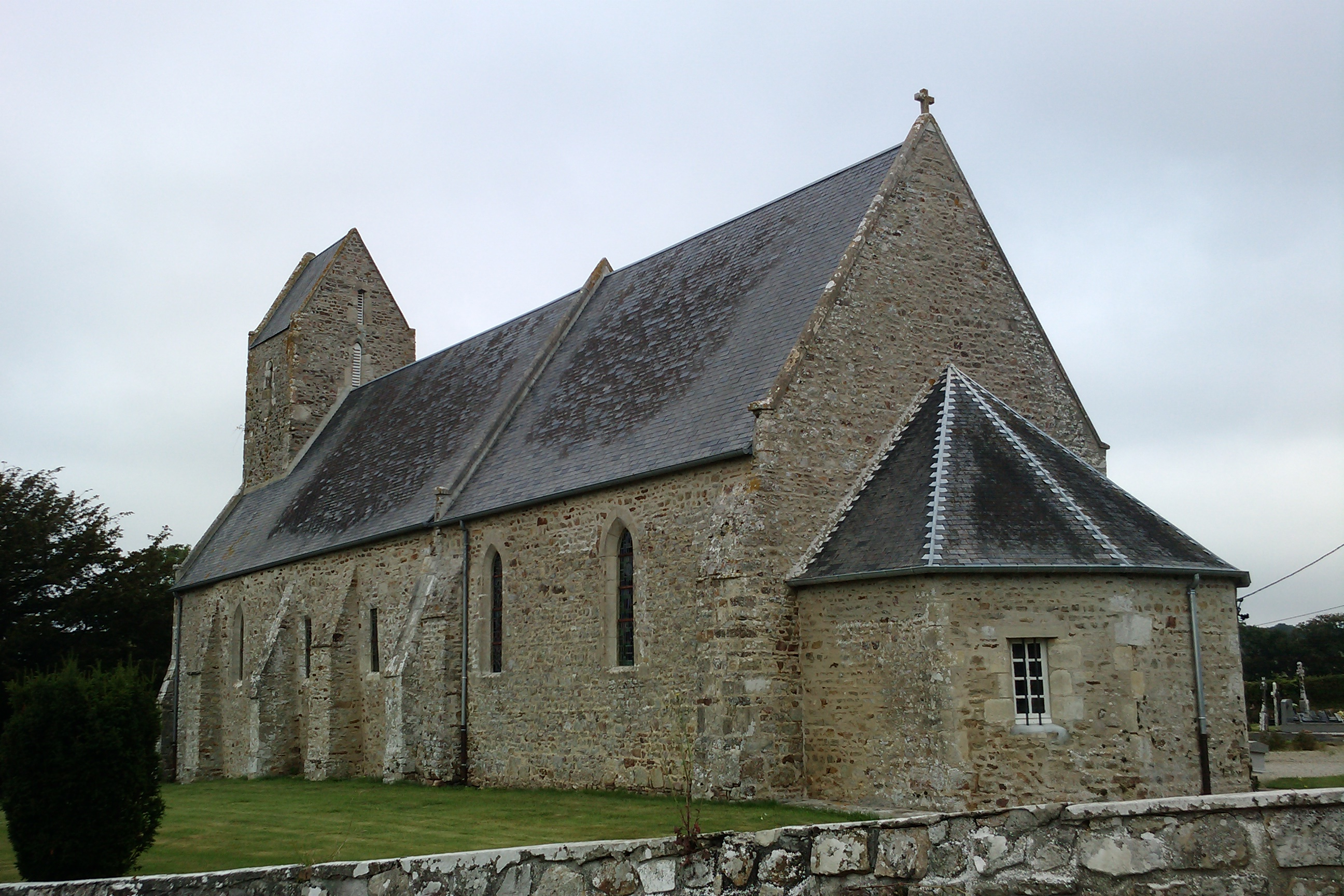
Kirche Saint-Pair in Gerville-la-Forêt
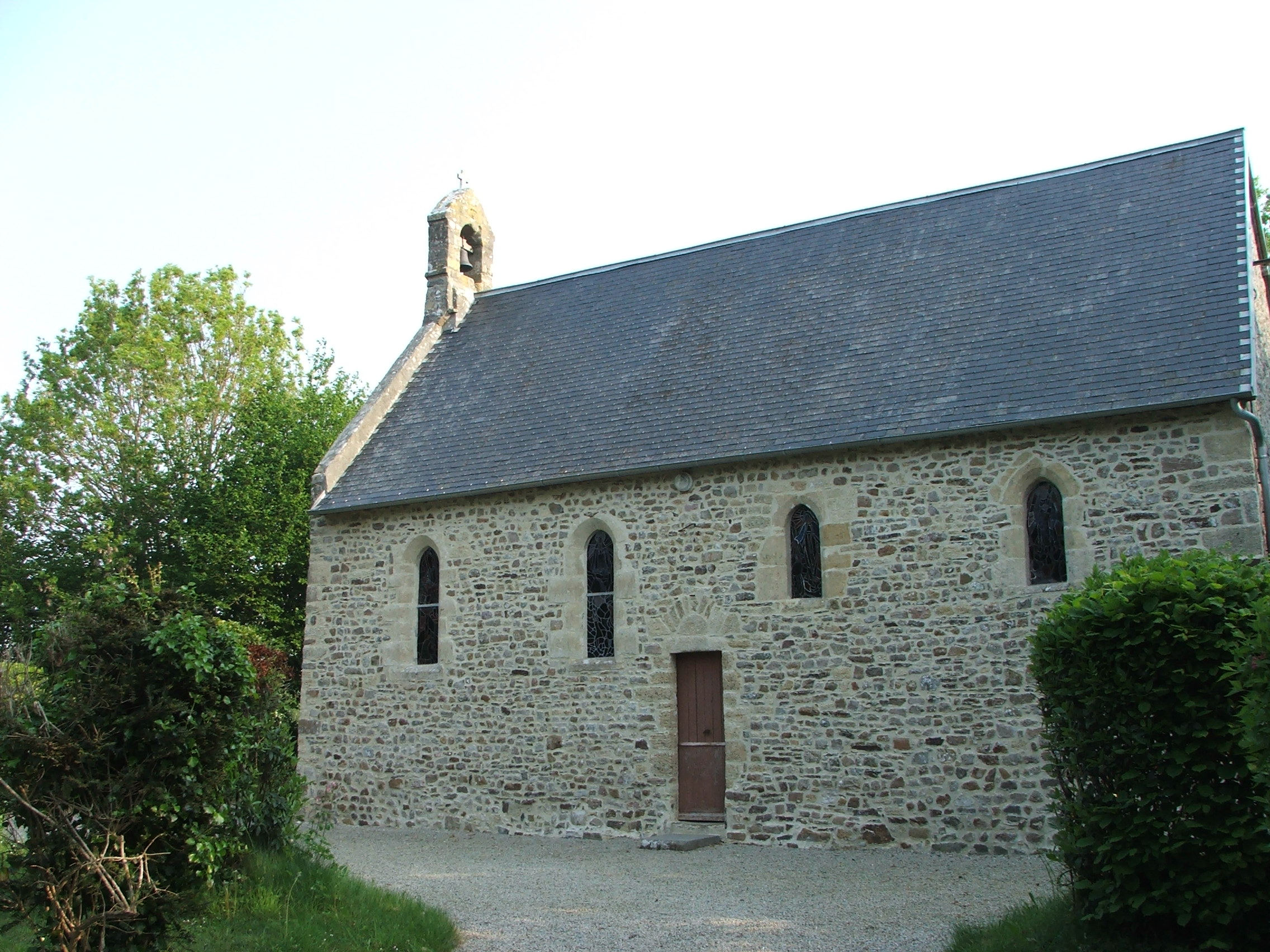
Kapelle Notre-Dame-de-Consolation
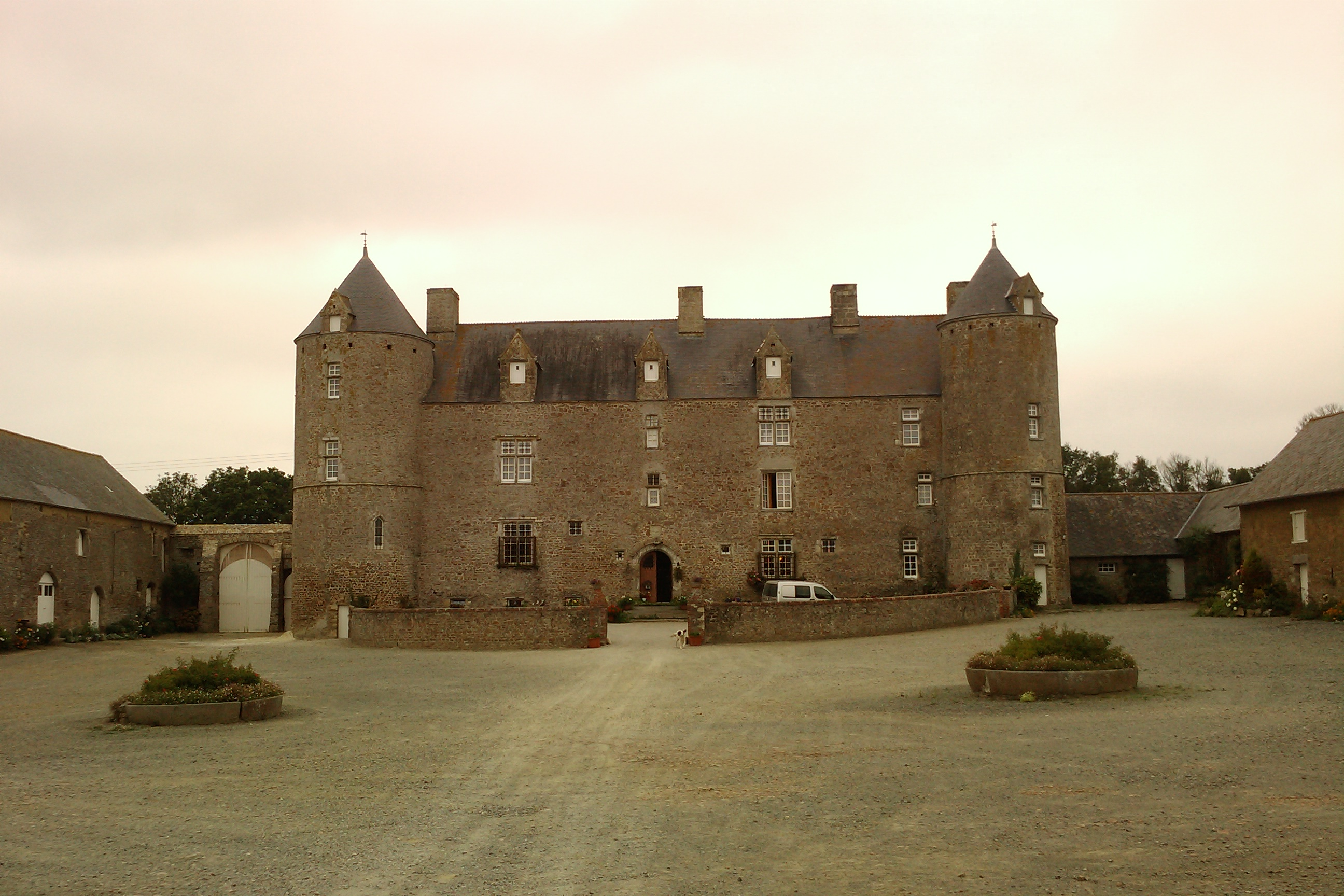
Herrenhaus von Bricqueboscq

## Persönlichkeiten
- Charles de Gerville (1769–1853), Archäologe und Historiker